# Столкновение поездов в Темби
Столкновение поездов в муниципалитете Темби произошло 28 февраля 2023 года близ деревни Эвангелизмос. Междугородний поезд из Афин в Салоники столкнулся лоб в лоб с товарным составом, следовавшим в противоположном направлении на том же участке пути; в результате оба поезда частично сошли с рельсов. Начался пожар. Погибли 57 человек, 85 были ранены. Это крупнейшая катастрофа в истории железных дорог Греции.

## Предыстория
Пассажирский поезд InterCity-62 с примерно 350 людьми на борту, следовавший по маршруту из Афин в Салоники, стартовал примерно в 19:30 EET (17:30 UTC), на несколько минут позже расписания (по плану в 19:22). Поезд эксплуатировался компанией Hellenic Train, дочерней компанией Ferrovie dello Stato Italiane. Его состав, состоящий из вагонов Hellenic Train UIC Z1, буксировался локомотивом HellasSprinter 120 022. Поезд отставал от графика и должен был прибыть на вокзал Салоников в 23:35 EET. Сообщалось, что многие из пассажиров — молодые люди, возвращавшиеся из Афин в Салоники после праздников. Тем временем грузовой поезд, гружённый контейнерами и листовой сталью, следовал из Салоник в Ларису, буксируемый локомотивом HellasSprinter 120 012.
Ранее в тот же день на железнодорожной станции Палеофарсалос взрыв привёл к падению части контактной сети на междугородний поезд, что привело к нескольким задержкам на линии. Место столкновения находилось рядом с эстакадой автострады А1, на участке линии, который был открыт в 2003 году в рамках программы реконструкции её участка Лариса — Салоники. Пропускная способность линии в каждую сторону ограничена семью поездами в час. Это связано с задержками во внедрении Европейской системы управления движением поездов.

## Столкновение
Два поезда столкнулись на линии Афины—Салоники, которой управляет Организация железных дорог Греции. Участок, на котором произошло столкновение, был расположен в 27,3 километрах к северу от Ларисы. Пассажирский поезд и грузовой поезд столкнулись лоб в лоб недалеко от деревни Эвангелизмос. В интервью ERT губернатор региона Фессалия Костас Агорастос заявил, что первые четыре вагона пассажирского поезда сошли с рельсов; два из них были «почти полностью уничтожены» пожаром. Было подсчитано, что пассажирский поезд двигался со скоростью от 140 до 160 км/ч, а грузовой — 100 км/ч. Колёса и другие детали поездов разлетелись на десятки метров.
После аварии пассажиры выбирались через окна, разбитые либо от столкновения, либо самими пассажирами. Многие запаниковали. Некоторые пассажиры находились в вагонах, которые были наклонены по меньшей мере на 45 градусов.
После столкновения многие вагоны загорелись. Семнадцать транспортных средств и 150 пожарных пытались потушить пламя, одновременно на месте столкновения были организованы спасательные работы с участием 40 машин скорой помощи и более 30 полицейских. Для транспортировки обломков использовали автокраны. С просьбой о помощи обратились к армии Греции. Около 250 выживших пассажиров, в том числе с незначительными травмами, были эвакуированы автобусами с места столкновения в Салоники.

## Погибшие и раненые
57 человек погибли, 85 — получили ранения. 25 человек получили серьёзные травмы. 66 раненых были госпитализированы, шесть из них в отделения интенсивной терапии. Идентификация некоторых жертв оказалась затруднительной, поскольку температура внутри первого вагона достигла 1300 °C. Также сообщалось о том, что около 50 человек пропали без вести. Это столкновение стало крупнейшей железнодорожной катастрофой в истории страны.

## Последствия
После столкновения в правительстве Греции было организовано экстренное совещание. Министр здравоохранения Танос Плеврис отправился на место происшествия. Президент Катерина Сакелларопулу прервала свой визит в Молдавию, чтобы посетить место происшествия, заявив о необходимости «предложить поддержку» пострадавшим. Министр транспорта Костас Караманлис подал в отставку, его заменил Йоргос Герапетритис. Компания Hellenic Train отменила движение поездов по 14 направлениям.
Правительство Греции объявило в стране трёхдневный траур, были приспущены флаги, а праздничные мероприятия отложены. Флаги у здания Европейской комиссии в Брюсселе также были приспущены. Профсоюз работников метрополитена STASY приостановил запланированную забастовку в Афинском метро из уважения к жертвам столкновения. Между тем профсоюз работников железных дорог Греции (Πανελλήνια Ομοσπονδία Σιδηροδρομικών, ΠΟΣ) объявил о проведении 2 марта 24-часовой забастовки. По сообщениям, члены студенческих объединений и представители радикальных организаций в Афинах вышли на акции протеста к главному офису компании Hellenic Train. Начались беспорядки. Были повреждены автобусные остановки и витрины магазинов. Полиция применила слезоточивый газ и светошумовые гранаты. Было приостановлено движение транспорта на улицах. Акции протеста также прошли в Ларисе и Салониках.
Первый пассажирский поезд Салоники — Афины прошёл место катастрофы 3 апреля.

## Расследование
Полиция допросила двух железнодорожных чиновников после крушения. Начальник железнодорожной станции Hellenic Trains был арестован по обвинению в непредумышленном убийстве. Он отрицает какие-либо нарушения и заявил, что происшествие могло произойти из-за технической неисправности. Уголовный кодекс Греции предусматривает наказание вплоть до пожизненного лишения свободы в случае вины за железнодорожную катастрофу.